# Olympische Winterspiele 1984/Teilnehmer (Bolivien)
| Gelbes Symbol für Goldmedaillen mit stilisierten Olympischen Ringen | Graues Symbol für Silbermedaillen mit stilisierten Olympischen Ringen | Braundes Symbol für Bronzemedaillen mit stilisierten Olympischen Ringen |
| ------------------------------------------------------------------- | --------------------------------------------------------------------- | ----------------------------------------------------------------------- |
| —                                                                   | —                                                                     | —                                                                       |

Bolivien nahm bei den Olympischen Winterspielen 1984 in Sarajevo mit drei Sportlern teil. Es war die dritte Teilnahme bei Winterspielen nach 1956.

## Teilnehmer nach Sportarten

### Ski Alpin
- José Manuel Bejarano
Riesenslalom → 76.

- Scott Saunders-Sánchez
Abfahrt → 43.
Riesenslalom → 34.
Slalom → DNF

- Mario Hada
Riesenslalom → disqualifiziert